# Peugeot 306
Peugeot 306 (type 7) var en lille mellemklassebil bygget af Peugeot mellem starten af 1993 og midten af 2001 (stationcar og cabriolet til foråret 2002).

## Baggrund
Udviklingen af 306 fandt sted mellem 1990 og 1992. Modellen afløste Peugeot 309 (som ikke fulgte Peugeots sædvanlige navngivningssystem, fordi den blev introduceret før den større og ældre Peugeot 305 udgik).
Konceptmodellerne af 306 blev første gang vist i slutningen af 1990; oprindeligt troede motorpressen at modellen skulle afløse den mindre 205. I slutningen af 1991 bekræftede Peugeot derimod at den nye model var efterfølger for 309 samt visse versioner af 205. Sidstnævnte forblev dog i produktion frem til 1998 for at lukke hullet mellem den nye 306 og den i 1991 introducerede 106.
Teknisk set var 306 identisk med Citroën ZX, som kom på markedet to år for 306. Begge biler delte platform. 306, som ligesom 205 var designet af Pininfarina, blev mere succesfuld end sin tekniske tvilling. Platformen blev også brugt til Citroën Berlingo og Peugeot Partner. Den tekniske basis fra 306 og ZX blev genbrugt i sidstnævntes efterfølger, Citroën Xsara. Delingen af platforme mellem Peugeot og Citroën havde været en politik hos moderselskabet PSA Peugeot Citroën siden slutningen af 1970'erne, hvor Peugeot overtog det konkursramte Citroën efter oliekrisen i 1973. Det første eksempel herpå var Peugeot 104, som kom til at danne basis for Citroën Visa, Citroën LNA og Talbot Samba. Denne politik gælder i dag stadigvæk på tværs af Peugeots og Citroëns modelprogrammer.

## Phase 1 N3
306 kom på markedet i marts 1993 som tre- og femdørs hatchback med benzinmotorer fra 44 kW (60 hk) til 74 kW (101 hk) og dieselmotorer fra 44 kW (60 hk) til 68 kW (92 hk). I løbet af modellens niårige byggeperiode tilkom flere forskellige motorvarianter med op til 120 kW (163 hk). Alle benzinmotorerne havde i Vesteuropa benzinindsprøjtning, mens ganske få 1,4-modeller til primært Østeuropa havde karburator.
I april 1994 tilkom den todørs cabriolet med fire siddepladser. Bilen, som var forsynet med et stoftag, som kunne sænkes komplet ned i en kalechekasse, var designet af Pininfarina og bygget i Italien. Kalechen kunne fås med mekanisk eller elektrohydraulisk betjening.
I oktober 1994 fulgte den firedørs sedan, og fra december 1994 var førerairbag standardudstyr i samtlige versioner.
- Bagfra
- Peugeot 306 sedan (1994–1999)
- Peugeot 306 cabriolet (1994–1999)

### Benzinmotorer
Benzinmotorerne var i starten firecylindrede motorer kendt fra andre Peugeot-modeller såsom 205, 305 og 405. Basismodellerne kørte med optimerede versioner af de otteventilede TU-motorer på 1,1, 1,4 og 1,6 liter. 1,1'eren udgik hurtigt, men 1,4'eren og især 1,6'eren solgte godt, hvor sidstnævnte tilbød en god balance mellem præstationer og økonomi.
Der fandtes også tre større motorer, som dog var forbeholdt versioner med automatgear og sportsmodeller. Disse motorer var videreudviklinger af XU-serien som havde været benyttet i 205 GTi 1,9 og de dyrere versioner af 405. En 1,8-litersmotor fandtes med både manuelt gear (der blev dog ikke produceret mange) og automatgear, mens to 2,0-litersmotorer med 8 hhv. 16 ventiler blev benyttet i XSi- hhv. S16-modellerne.
Topmodellen i 306-serien var S16, som i anden serie (fra juni 1996) havde en effekt på 120 kW (163 hk) og et drejningsmoment på 193 Nm. Ved hjælp af en modificeret indsugningsmanifold havde modellen 13 hk mere end forgængeren. Atypisk for en bil i denne klasse i den tid var den sekstrins gearkasse.

### Tekniske data

#### Benzinmotorer
|                                                | 1.1i               | 1.1i                | 1.4i                 | 1.6i                            | 1.8i                            | 2.0i                            | 2.0i 16V S16         | 2.0i 16V S16         | 2.0i 16V GTi6        |
| Byggeår                                        | 1/1994−2/1999      | 1/1993−2/1999       | 1/1993−2/1999        | 1/1993−2/1999                   | 1/1993−2/1999                   | 1/1994−2/1999                   | 1/1994−5/1994        | 6/1994−3/1996        | 3/1996−2/1999        |
| Motordata                                      |                    |                     |                      |                                 |                                 |                                 |                      |                      |                      |
| Motorkode                                      | TU1M+/Z/L/L3 (HDY) | TU1M+/Z/L/L3 (HDZ)  | TU3M+/Z/C/L/L3 (KDX) | TU5JP/Z/L/L3 (NFZ)              | XU7JP/Z/L/L3 (LFZ)              | XU10J2C/Z/L/L3 (RFX)            | XU10J4D/Z (RFY)      | XU10J4D/Z (RFT)      | XU10J4RS/Z/L3 (RFS)  |
| Motortype                                      | R4-benzinmotor     | R4-benzinmotor      | R4-benzinmotor       | R4-benzinmotor                  | R4-benzinmotor                  | R4-benzinmotor                  | R4-benzinmotor       | R4-benzinmotor       | R4-benzinmotor       |
| Antal ventiler pr. cylinder                    | 2                  | 2                   | 2                    | 2                               | 2                               | 2                               | 4                    | 4                    | 4                    |
| Ventilstyring                                  | OHC, tandrem       | OHC, tandrem        | OHC, tandrem         | OHC, tandrem                    | OHC, tandrem                    | OHC, tandrem                    | DOHC, tandrem        | DOHC, tandrem        | DOHC, tandrem        |
| Fødesystem                                     | Monopoint          | Monopoint           | Monopoint            | Multipoint                      | Multipoint                      | Multipoint                      | Multipoint           | Multipoint           | Multipoint           |
| Trykladning                                    | –                  | –                   | –                    | –                               | –                               | –                               | –                    | –                    | –                    |
| Køling                                         | Vandkøling         | Vandkøling          | Vandkøling           | Vandkøling                      | Vandkøling                      | Vandkøling                      | Vandkøling           | Vandkøling           | Vandkøling           |
| Boring × slaglængde                            | 72,0 × 69,0 mm     | 72,0 × 69,0 mm      | 75,0 × 77,0 mm       | 78,5 × 82,0 mm                  | 83,0 × 81,4 mm                  | 86,0 × 86,0 mm                  | 86,0 × 86,0 mm       | 86,0 × 86,0 mm       | 86,0 × 86,0 mm       |
| Slagvolume                                     | 1124 cm³           | 1124 cm³            | 1360 cm³             | 1587 cm³                        | 1761 cm³                        | 1998 cm³                        | 1998 cm³             | 1998 cm³             | 1998 cm³             |
| Kompressionsforhold                            | 9,4:1              | 9,4:1               | 9,3:1                | 9,6:1                           | 9,25:1                          | 9,5:1                           | 10,4:1               | 10,4:1               | 10,8:1               |
| Maks. effekt ved omdr./min.                    | 40 kW (55 hk) 6200 | 44 kW (60 hk) 6200  | 55 kW (75 hk) 5800   | 65 kW (88 hk) 5600              | 74 kW (101 hk) 6000             | 89 kW (121 hk) 5750             | 112 kW (152 hk) 6500 | 110 kW (150 hk) 6500 | 120 kW (163 hk) 6500 |
| Maks. drejningsmoment ved omdr./min.           | 88 Nm 3800         | 88 Nm 3800          | 111 Nm 3400          | 135 Nm 3000                     | 153 Nm 3000                     | 176 Nm 2750                     | 183 Nm 3500          | 183 Nm 3500          | 193 Nm 5500          |
| Kraftoverførsel                                |                    |                     |                      |                                 |                                 |                                 |                      |                      |                      |
| Drivende hjul                                  | Forhjul            | Forhjul             | Forhjul              | Forhjul                         | Forhjul                         | Forhjul                         | Forhjul              | Forhjul              | Forhjul              |
| Gearkasse (standardudstyr)                     | 5-trins manuel     | 5-trins manuel      | 5-trins manuel       | 5-trins manuel                  | 5-trins manuel                  | 5-trins manuel                  | 5-trins manuel       | 5-trins manuel       | 6-trins manuel       |
| Gearkasse (ekstraudstyr)                       | –                  | –                   | –                    | 4-trins automatisk              | 4-trins automatisk              | 4-trins automatisk              | –                    | –                    | –                    |
| Præstationer                                   |                    |                     |                      |                                 |                                 |                                 |                      |                      |                      |
| Topfart                                        |                    | 155 km/t            | 165 km/t             | 179 km/t (174 km/t)             | 185 km/t (175 km/t)             | 197 km/t (193 km/t)             | 215 km/t             | 215 km/t             | 220 km/t             |
| Acceleration 0-100 km/t                        |                    | 18,4 sek.           | 14,9 sek.            | 13,5 sek. (14,1 sek.)           | 12,3 sek. (13,6 sek.)           | 10,4 sek. (12,7 sek.)           | 9,2 sek.             | 9,2 sek.             | 8,8 sek.             |
| Brændstofforbrug pr. 100 km ved blandet kørsel |                    | 6,9 liter Blyfri 95 | 6,8 liter Blyfri 95  | 7,7 liter (7,8 liter) Blyfri 95 | 7,0 liter (7,6 liter) Blyfri 95 | 7,5 liter (7,7 liter) Blyfri 95 | 7,8 liter Blyfri 95  | 7,8 liter Blyfri 95  | 9,4 liter Blyfri 95  |

1. ↑  Værdierne gælder for hatchback. Værdier i parentes ( ) gælder for versioner med automatgear.

#### Dieselmotorer
|                                                | 1.8 D              | 1.9 D              | 1.9 D              | 1.9 TD                    | 1.9 TD                    |
| Byggeår                                        | 5/1993−2/1999      | 5/1993−2/1999      | 5/1993−2/1999      | 5/1993−2/1999             | 6/1994−2/1999             |
| Motordata                                      |                    |                    |                    |                           |                           |
| Motorkode                                      | XUD7/L (A9A)       | XUD9A/K/L (D9B)    | XUD9A/Y/L3 (DJY)   | XUD9TE/L (D8A)            | XUD9TE/Y/L3 (DHY)         |
| Motortype                                      | R4-dieselmotor     | R4-dieselmotor     | R4-dieselmotor     | R4-dieselmotor            | R4-dieselmotor            |
| Antal ventiler pr. cylinder                    | 2                  | 2                  | 2                  | 2                         | 2                         |
| Ventilstyring                                  | OHC, tandrem       | OHC, tandrem       | OHC, tandrem       | OHC, tandrem              | OHC, tandrem              |
| Fødesystem                                     | Hvirvelkammer      | Hvirvelkammer      | Hvirvelkammer      | Hvirvelkammer             | Hvirvelkammer             |
| Trykladning                                    | –                  | –                  | –                  | Turbolader, ladeluftkøler | Turbolader, ladeluftkøler |
| Køling                                         | Vandkøling         | Vandkøling         | Vandkøling         | Vandkøling                | Vandkøling                |
| Boring × slaglængde                            | 80,0 × 88,0 mm     | 83,0 × 88,0 mm     | 83,0 × 88,0 mm     | 83,0 × 88,0 mm            | 83,0 × 88,0 mm            |
| Slagvolume                                     | 1769 cm³           | 1905 cm³           | 1905 cm³           | 1905 cm³                  | 1905 cm³                  |
| Kompressionsforhold                            | 23,0:1             | 23,0:1             | 23,0:1             | 21,8:1                    | 21,8:1                    |
| Maks. effekt ved omdr./min.                    | 44 kW (60 hk) 4600 | 51 kW (69 hk) 4600 | 50 kW (68 hk) 4600 | 68 kW (92 hk) 4000        | 66 kW (90 hk) 4000        |
| Maks. drejningsmoment ved omdr./min.           | 110 Nm 2000        | 120 Nm 2000        | 120 Nm 2000        | 196 Nm 2250               | 196 Nm 2250               |
| Kraftoverførsel                                |                    |                    |                    |                           |                           |
| Drivende hjul                                  | Forhjul            | Forhjul            | Forhjul            | Forhjul                   | Forhjul                   |
| Gearkasse                                      | 5-trins manuel     | 5-trins manuel     | 5-trins manuel     | 5-trins manuel            | 5-trins manuel            |
| Præstationer                                   |                    |                    |                    |                           |                           |
| Topfart                                        |                    | 162 km/t           | 162 km/t           | 180 km/t                  | 180 km/t                  |
| Acceleration 0-100 km/t                        |                    | 16,9 sek.          | 16,9 sek.          | 12,4 sek.                 | 12,4 sek.                 |
| Brændstofforbrug pr. 100 km ved blandet kørsel | 6,1 liter Diesel   | 6,3 liter Diesel   | 6,5 liter Diesel   | 6,2 liter Diesel          | 6,6 liter Diesel          |

1. ↑  Værdierne gælder for hatchback. Værdier i parentes ( ) gælder for versioner med automatgear.

## Phase 2 N1
I maj 1999 gennemgik 306 et omfattende facelift (af PSA benævnt "restyle") med introduktionen af "Phase 2". Det grundlæggende design forblev uændret, mens lygter, kølergrill og kofangere blev modificeret i stil med den større 406. Blinklysene blev integreret i forlygteenhederne og modellen fik runde tågeforlygter. Samtidig blev stationcarversionen Break introduceret.
Et nydesignet skrifttræk med modelnummeret blev monteret på bagklappen. I kabinen bortfaldt startspærren med taltastatur i midterkonsollen og kombiinstrumentet fik bl.a. digital kilometertæller. Motorprogrammet blev også ændret med bl.a. 16-ventilede 1,8- og 2,0-litersmotorer hentet fra 406.
Yderligere små ændringer, bl.a. en midterkonsol med aluminiumseffekt på visse versioner og et kromfarvet Peugeot-logo i rattet, blev indført i 1999 fra modelåret 1999.
- Peugeot 306 (1999−2000)
- Bagfra
- Peugeot 306 sedan (1999−2000)
- Peugeot 306 Break (1999−2000)

### Tekniske data

#### Benzinmotorer
|                                                | 1.4i                  | 1.4i                | 1.6i                            | 1.6i                            | 1.8i                  | 1.8i 16V            | 2.0i 16V XS                     | 2.0i 16V GTi6        |
| Byggeår                                        | 3/1999−10/2000        | 10/1999−4/2000      | 3/1999−10/2000                  | 10/1999−4/2000                  | 3/1999−5/2000         | 3/1999−4/2000       | 3/1999−10/2000                  | 3/1999−10/2000       |
| Motordata                                      |                       |                     |                                 |                                 |                       |                     |                                 |                      |
| Motorkode                                      | TU3JP/Z/L/L3/W2 (KFX) | TU3JP (KFW)         | TU5JP/Z/L/L3 (NFZ)              | TU5JP (NFT)                     | XU7JP/Z/L/L3 (LFZ)    | XU7JP4 (LFY)        | XU10J4R (RFV)                   | XU10J4RS/Z/L3 (RFS)  |
| Motortype                                      | R4-benzinmotor        | R4-benzinmotor      | R4-benzinmotor                  | R4-benzinmotor                  | R4-benzinmotor        | R4-benzinmotor      | R4-benzinmotor                  | R4-benzinmotor       |
| Antal ventiler pr. cylinder                    | 2                     | 2                   | 2                               | 2                               | 2                     | 4                   | 4                               | 4                    |
| Ventilstyring                                  | OHC, tandrem          | OHC, tandrem        | OHC, tandrem                    | OHC, tandrem                    | OHC, tandrem          | DOHC, tandrem       | DOHC, tandrem                   | DOHC, tandrem        |
| Fødesystem                                     | Multipoint            | Multipoint          | Multipoint                      | Multipoint                      | Multipoint            | Multipoint          | Multipoint                      | Multipoint           |
| Trykladning                                    | –                     | –                   | –                               | –                               | –                     | –                   | –                               | –                    |
| Køling                                         | Vandkøling            | Vandkøling          | Vandkøling                      | Vandkøling                      | Vandkøling            | Vandkøling          | Vandkøling                      | Vandkøling           |
| Boring × slaglængde                            | 75,0 × 77,0 mm        | 75,0 × 77,0 mm      | 78,5 × 82,0 mm                  | 78,5 × 82,0 mm                  | 83,0 × 81,4 mm        | 83,0 × 81,4 mm      | 86,0 × 86,0 mm                  | 86,0 × 86,0 mm       |
| Slagvolume                                     | 1360 cm³              | 1360 cm³            | 1587 cm³                        | 1587 cm³                        | 1761 cm³              | 1761 cm³            | 1998 cm³                        | 1998 cm³             |
| Kompressionsforhold                            | 10,2:1                | 10,2:1              | 9,6:1                           | 9,6:1                           | 9,25:1                | 10,4:1              | 10,4:1                          | 10,8:1               |
| Maks. effekt ved omdr./min.                    | 55 kW (75 hk) 5500    | 55 kW (75 hk) 5500  | 65 kW (88 hk) 5600              | 73 kW (99 hk) 5750              | 74 kW (101 hk) 6000   | 81 kW (110 hk) 5500 | 97 kW (132 hk) 5500             | 120 kW (163 hk) 6500 |
| Maks. drejningsmoment ved omdr./min.           | 111 Nm 3400           | 120 Nm 3400         | 135 Nm 3000                     | 138 Nm 3250                     | 153 Nm 3000           | 155 Nm 4250         | 180 Nm 4200                     | 193 Nm 5500          |
| Kraftoverførsel                                |                       |                     |                                 |                                 |                       |                     |                                 |                      |
| Drivende hjul                                  | Forhjul               | Forhjul             | Forhjul                         | Forhjul                         | Forhjul               | Forhjul             | Forhjul                         | Forhjul              |
| Gearkasse (standardudstyr)                     | 5-trins manuel        | 5-trins manuel      | 5-trins manuel                  | 5-trins manuel                  | 4-trins automatisk    | 5-trins manuel      | 5-trins manuel                  | 6-trins manuel       |
| Gearkasse (ekstraudstyr)                       | –                     | –                   | 4-trins automatisk              | 4-trins automatisk              | –                     | –                   | 4-trins automatisk              | –                    |
| Præstationer                                   |                       |                     |                                 |                                 |                       |                     |                                 |                      |
| Topfart                                        | 170 km/t              | 170 km/t            | 179 km/t (174 km/t)             | 188 km/t (183 km/t)             | (175 km/t)            | 192 km/t            | 201 km/t                        | 220 km/t             |
| Acceleration 0-100 km/t                        | 14,7 sek.             | 14,7 sek.           | 13,5 sek. (14,1 sek.)           |                                 | (13,6 sek.)           | 11,2 sek.           | 10,4 sek.                       | 8,8 sek.             |
| Brændstofforbrug pr. 100 km ved blandet kørsel | 6,9 liter Blyfri 95   | 6,6 liter Blyfri 95 | 7,7 liter (7,8 liter) Blyfri 95 | 6,9 liter (7,8 liter) Blyfri 95 | (7,6 liter) Blyfri 95 | 8,1 liter Blyfri 95 | 9,1 liter (9,2 liter) Blyfri 95 | 9,4 liter Blyfri 95  |

1. ↑  Værdierne gælder for hatchback. Værdier i parentes ( ) gælder for versioner med automatgear.

##### Dieselmotorer
|                                                | 1.8 D              | 1.9 D              | 1.9 D              | 1.9 D              | 1.9 SD             | 1.9 TD                    | 2.0 HDi                   |
| Byggeår                                        | 3/1999−5/2000      | 3/1999−5/2000      | 6/1999−10/2000     | 10/1999−4/2000     | 3/1999−9/2000      | 3/1999−5/2009             | 6/1999−4/2000             |
| Motordata                                      |                    |                    |                    |                    |                    |                           |                           |
| Motorkode                                      | XUD7/L (A9A)       | XUD9A/Y/L3 (DJY)   | DW8 (WJZ)          | DW8 (WJY)          | XUD9BSD (DHV)      | XUD9TE/Y/L3 (DHY)         | DW10TD (RHY)              |
| Motortype                                      | R4-dieselmotor     | R4-dieselmotor     | R4-dieselmotor     | R4-dieselmotor     | R4-dieselmotor     | R4-dieselmotor            | R4-dieselmotor            |
| Antal ventiler pr. cylinder                    | 2                  | 2                  | 2                  | 2                  | 2                  | 2                         | 2                         |
| Ventilstyring                                  | OHC, tandrem       | OHC, tandrem       | OHC, tandrem       | OHC, tandrem       | OHC, tandrem       | OHC, tandrem              | OHC, tandrem              |
| Fødesystem                                     | Hvirvelkammer      | Hvirvelkammer      | Hvirvelkammer      | Hvirvelkammer      | Hvirvelkammer      | Hvirvelkammer             | Commonrail                |
| Trykladning                                    | –                  | –                  | –                  | –                  | Turbolader         | Turbolader, ladeluftkøler | Turbolader, ladeluftkøler |
| Køling                                         | Vandkøling         | Vandkøling         | Vandkøling         | Vandkøling         | Vandkøling         | Vandkøling                | Vandkøling                |
| Boring × slaglængde                            | 80,0 × 88,0 mm     | 83,0 × 88,0 mm     | 82,2 × 88,0 mm     | 82,2 × 88,0 mm     | 83,0 × 88,0 mm     | 83,0 × 88,0 mm            | 85,0 × 88,0 mm            |
| Slagvolume                                     | 1769 cm³           | 1905 cm³           | 1868 cm³           | 1868 cm³           | 1905 cm³           | 1905 cm³                  | 1997 cm³                  |
| Kompressionsforhold                            | 23,0:1             | 23,0:1             | 23,0:1             | 23,0:1             | 21,8:1             | 21,8:1                    | 18,0:1                    |
| Maks. effekt ved omdr./min.                    | 44 kW (60 hk) 4600 | 50 kW (68 hk) 4600 | 51 kW (69 hk) 4600 | 51 kW (69 hk) 4600 | 55 kW (75 hk) 4600 | 66 kW (90 hk) 4000        | 66 kW (90 hk) 4000        |
| Maks. drejningsmoment ved omdr./min.           | 110 Nm 2000        | 120 Nm 2000        | 125 Nm 2500        | 125 Nm 2500        | 135 Nm 2250        | 196 Nm 2250               | 205 Nm 1900               |
| Kraftoverførsel                                |                    |                    |                    |                    |                    |                           |                           |
| Drivende hjul                                  | Forhjul            | Forhjul            | Forhjul            | Forhjul            | Forhjul            | Forhjul                   | Forhjul                   |
| Gearkasse                                      | 5-trins manuel     | 5-trins manuel     | 5-trins manuel     | 5-trins manuel     | 5-trins manuel     | 5-trins manuel            | 5-trins manuel            |
| Præstationer                                   |                    |                    |                    |                    |                    |                           |                           |
| Topfart                                        |                    | 162 km/t           | 161 km/t           | 161 km/t           |                    | 180 km/t                  | 180 km/t                  |
| Acceleration 0-100 km/t                        |                    | 16,9 sek.          | 16,9 sek.          | 16,9 sek.          |                    | 12,4 sek.                 | 12,6 sek.                 |
| Brændstofforbrug pr. 100 km ved blandet kørsel | 6,1 liter Diesel   | 6,5 liter Diesel   | 6,2 liter Diesel   | 6,3 liter Diesel   |                    | 6,6 liter Diesel          | 5,3 liter Diesel          |

1. ↑  Værdierne gælder for hatchback. Værdier i parentes ( ) gælder for versioner med automatgear.

## Phase 3
I juni 2000 gennemgik modellen et yderligere mindre facelift med bl.a. forlygter og tågeforlygter i klart glas, et nyt modelskilt bagpå, en ny bagrudevisker, sideairbags og nye farver. Kabinen fik en rund gearknop med sølvfarvet top samt instrumenter med sølvfarvet baggrund. Samtidig kunne modellen (undtagen cabriolet) også fås med en commonrail-turbodieselmotor (HDi) på 2,0 liter med 66 kW (90 hk). Specialmodeller med øget udstyr i forhold til standardmodellerne (XN, XS, XR/XT, XSi, S16) kunne bl.a. fås med betegnelserne Roland Garros eller St. Tropez til cabrioletudgaven.
- Peugeot 306 (2000−2001)
- Peugeot 306 sedan (2000−2001)
- Peugeot 306 Break (2000−2001)

## Indstilling af modelserien
I juni 2001 blev produktionen af hatchback- og sedanversionerne indstillet, mens produktionen af stationcar og cabriolet fortsatte frem til april 2002. Efterfølgeren Peugeot 307 kom på markedet i oktober 2001.
- Peugeot 306 GTi6 (2000–2001)
- Peugeot 306 cabriolet Roland Garros (1999–2000)
- Logo for 306 Roland Garros
- Logo for 306 Saint-Tropez

## Sikkerhed
Modellen har af Euro NCAP fået en vurdering på tre stjerner ved en kollisionstest.
Det svenske forsikringsselskab Folksam vurderer flere forskellige bilmodeller ud fra oplysninger fra virkelige ulykker, hvorved risikoen for død eller invaliditet i tilfælde af en ulykke måles. I rapporterne Hur säker är bilen? er/var Peugeot 306 klassificeret som følger:
- 2001: Som middelbilen[4]
- 2003: Ned til 15 % dårligere end middelbilen[5]
- 2005: Mindst 15 % dårligere end middelbilen[6]
- 2007: Dårligere end middelbilen[7]
- 2009: Dårligere end middelbilen[8]
- 2011: Dårligere end middelbilen[9]
- 2013: Som middelbilen[10]
- 2015: Mindst 20 % dårligere end middelbilen[11]
- 2017: Som middelbilen[12]

## Motorsport
Peugeot 306 blev også med succes indsat i motorsporten. Til dette formål blev der på basis af XU10J4RS-motoren udviklet to racermotorer:
- 2.0i 16V MAXI EVO 1 − 205 kW (280 hk) ved 8700 omdr./min.; første indsats i motorsport: Rallye Alsace-Vogues 1995
- 2.0i 16V MAXI EVO 2 − 217 kW (308 hk) ved 11000 omdr./min.; første indsats i motorsport: Catalunya 1997